# Хомякови
 Тази статия е за семейството бозайници.  За руския благороднически род вижте Хомякови (род).  
Хо̀мякови (Cricetidae) е семейство бозайници от разред Гризачи (Rodentia). То включва около 600 вида в над 100 рода, разпространени почти в целия свят.

## Родове
Подсемейство Arvicolinae – Полевки
- Alticola
- Arborimus
- Arvicola – Водни полевки
- Blanfordimys
- Caryomys
- Chionomys – Снежни полевки
- Dicrostonyx – Копитни леминги
- Dinaromys
- Ellobius – Слепушки
- Eolagurus
- Eothenomys
- Hyperacrius
- Lagurus
- Lasiopodomys
- Lemmiscus
- Microtus – Сиви полевки
- Myodes – Горски полевки
- Myopus – Горски леминг
- Neodon
- Neofiber
- Ondatra – Ондатри
- Phaiomys
- Phenacomys
- Proedromys
- Prometheomys – Прометееви полевки
- Synaptomys
- Volemys

Подсемейство Cricetinae – Хомяковидни
- Allocricetulus
- Cansumys - Гансуйския хомяк
- Cricetulus – Хомячета, сиви хомяци
- Cricetus – Хомяци
- Mesocricetus – Средни хомяци
- Phodopus - Хомяци джуджета
- Tscherskia - Плъхоподобен хомяк

Подсемейство Neotominae
- Baiomys
- Habromys
- Hodomys
- Isthmomys
- Megadontomys
- Nelsonia
- Neotoma
- Neotomodon
- Ochrotomys
- Onychomys – Скорпионови хамстери
- Osgoodomys
- Peromyscus
- Podomys
- Reithrodontomys
- Scotinomys
- Xenomys

Подсемейство Sigmodontinae
- Abrawayaomys
- Abrothrix
- Aepeomys
- Akodon
- Amphinectomys
- Andalgalomys
- Andinomys
- Anotomys
- Auliscomys
- Bibimys
- Blarinomys
- Brucepattersonius
- Calomys
- Cerradomys
- Chelemys
- Chibchanomys
- Chilomys
- Chinchillula
- Delomys
- Deltamys
- Eligmodontia
- Euneomys
- Galenomys
- Geoxus
- Graomys
- Handleyomys
- Holochilus
- Ichthyomys – Рибоядни плъхове
- Irenomys
- Juliomys
- Juscelinomys
- Kunsia
- Lenoxus
- Loxodontomys
- Lundomys
- Megaoryzomys
- Melanomys – Тъмни плъхове
- Microakodontomys
- Microryzomys
- Neacomys – Бодливи оризови плъхове
- Necromys
- Nectomys
- Neotomys – Андски блатни плъхове
- Nesoryzomys
- Neusticomys
- Notiomys
- Oecomys
- Oligoryzomys
- Oryzomys – Оризови плъхове
- Oxymycterus
- Pearsonomys
- Phaenomys
- Phyllotis
- Podoxymys
- Pseudoryzomys
- Punomys
- Reithrodon – Зайцеподобни плъхове
- Rhagomys
- Rheomys
- Rhipidomys
- Salinomys
- Scapteromys – Южноамерикански водни плъхове
- Scolomys
- Sigmodon – Памукови плъхове
- Sigmodontomys
- Tapecomys
- Thalpomys
- Thaptomys
- Thomasomys
- Wiedomys
- Wilfredomys
- Zygodontomys

Подсемейство Tylomyinae
- Nyctomys
- Otonyctomys
- Ototylomys
- Tylomys